# US Gorée
Union Sportive Gorée w skrócie US Gorée – senegalski klub piłkarski grający w senegalskiej pierwszej lidze, mający siedzibę w mieście Dakar.

## Historia
Swoje pierwsze mistrzostwo Senegalu zespół wywalczył w 1978, a sukces ten osiągał jeszcze dwukrotnie w latach 80 oraz w 2016 roku. W swojej historii czterokrotnie zdobywał Puchar Senegalu.

## Sukcesy
- 1. liga[1]:
  - mistrzostwo (4): 1978, 1981, 1984, 2016.

- Puchar Senegalu[2]:
  - zwycięstwo (4): 1965, 1972, 1992, 1996.
  - finał (6): 1967, 1968, 1978, 1998, 2001, 2010.

## Występy w afrykańskich pucharach
| Sezon | Rozgrywki                 | Runda       | Kraj                     | Klub                   | Dom | Wyjazd | Dwumecz |
| ----- | ------------------------- | ----------- | ------------------------ | ---------------------- | --- | ------ | ------- |
| 1966  | Puchar Mistrzów           | 1           | Gwinea                   | AS Kaloum Star         | –   | –      | –       |
| 1976  | Puchar Zdobywców Pucharów | 1           | Wybrzeże Kości Słoniowej | Stella Club d’Adjamé   | 0–0 | 0–2    | 0–2     |
| 1979  | Puchar Mistrzów           | 1           | Mauretania               | ASC Garde Nationale    | 2–0 | 1–1    | 3–1     |
| 1979  | Puchar Mistrzów           | 2           |                          | Étoile du Congo        | 1–0 | 3–2    | 4–2     |
| 1979  | Puchar Mistrzów           | ćwierćfinał | Nigeria                  | Racca Rovers FC        | 2–0 | 0–1    | 2–1     |
| 1979  | Puchar Mistrzów           | półfinał    | Ghana                    | Accra Hearts of Oak SC | 1–2 | 1–4    | 2–6     |
| 1982  | Puchar Mistrzów           | 1           | Gabon                    | USM Libreville         | –   | –      | –       |
| 1985  | Puchar Mistrzów           | 1           | Wybrzeże Kości Słoniowej | Stella Club d’Adjamé   | 3–0 | 1–1    | 4–1     |
| 1985  | Puchar Mistrzów           | 2           | Ghana                    | Accra Hearts of Oak SC | 3–0 | 0–1    | 3–1     |
| 1985  | Puchar Mistrzów           | ćwierćfinał | Zimbabwe                 | Black Rhinos FC        | 3–0 | 0–2    | 3–2     |
| 1985  | Puchar Mistrzów           | półfinał    | Zair                     | AS Bilima              | 1–0 | 0–2    | 1–2     |
| 1993  | Puchar Zdobywców Pucharów | 1           | Ghana                    | Voradep Ho FC          | 1–0 | 0–0    | 1–0     |
| 1993  | Puchar Zdobywców Pucharów | 2           | Tunezja                  | Stade Tunisien         | 1–0 | 0–2    | 1–2     |
| 1997  | Puchar Zdobywców Pucharów | 1           | Algieria                 | MC Oran                | 1–0 | 1–4    | 2–4     |
| 2007  | Puchar Konfederacji       | wstępna     | Liberia                  | NPA Anchors            | 1–0 | 3–2    | 4–2     |
| 2007  | Puchar Konfederacji       | 1           | Maroko                   | Hassania Agadir        | 0–0 | 2–3    | 2–3     |
| 2017  | Liga Mistrzów             | wstępna     | Gwinea                   | Horoya AC              | 0–0 | 1–2    | 1–2     |

## Stadion
Domowe mecze klub rozgrywa na stadionie o nazwie Stade Demba Diop w Dakarze, który może pomieścić 15 000 widzów.